# 九州地方知事会
九州地方知事会（きゅうしゅうちほうちじかい）とは、広域九州圏の9県（山口県・福岡県・佐賀県・長崎県・熊本県・大分県・宮崎県・鹿児島県・沖縄県）の各県知事で構成される知事会である。

## 概要
九州地方知事会議は、政府と九州及び山口県、九州各県と山口県相互間の連絡提携を緊密にして、地方自治の円滑な運営と進展を図ることを目的として設立された。
従来は国に対する要望活動を中心とする機関であったが、時代が地方分権促進に向かう中、地方の行政能力、政策能力、政策調整能力を高める必要があるため、今後は政策の協議・実行に重点を置いた機関に変えるとともに、経済界と一体となった取り組みとして九州地域戦略会議での取り組みを進めている。

## 構成員
- 山口県知事
- 福岡県知事
- 佐賀県知事
- 長崎県知事
- 熊本県知事
- 大分県知事
- 宮崎県知事
- 鹿児島県知事
- 沖縄県知事

## 付記
- 山口県は中国地方知事会の構成自治体も兼ねている。
- 事務局はその時の知事会会長の県に持ち回りで設置され、現在は宮崎県広域連携課が担当している。